# Dixville (Nuevo Hampshire)
Dixville es un municipio ubicado en el condado de Coös en el estado estadounidense de Nuevo Hampshire. En el año 2010 tenía una población de 12 habitantes y una densidad poblacional de 0,09 personas por km².

## Geografía

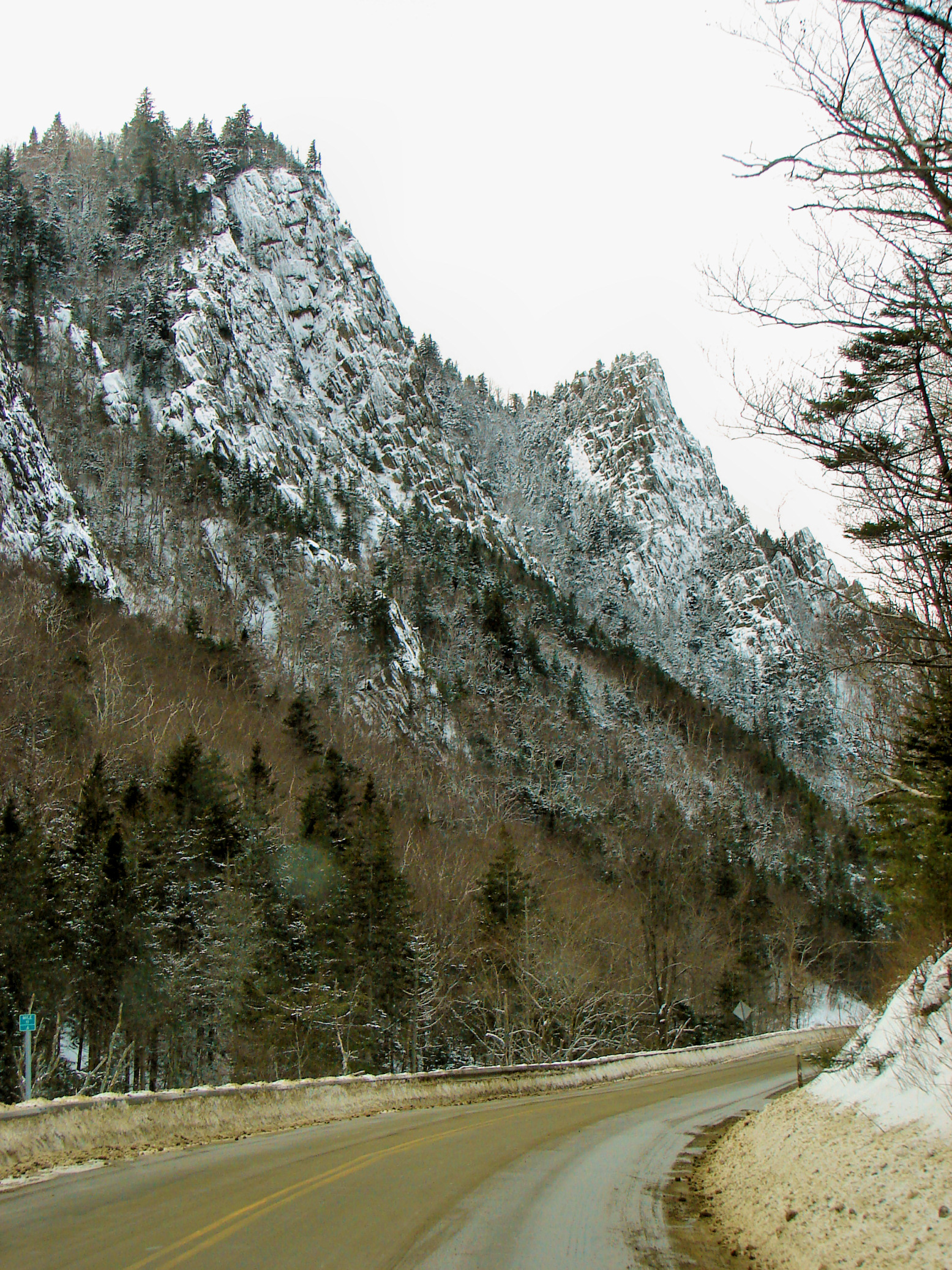
Dixville Notch

Dixville se encuentra ubicado en las coordenadas 44°52′11″N 71°15′24″O / 44.86972, -71.25667. Según la Oficina del Censo de los Estados Unidos, el municipio tiene una superficie total de 126.9 km², de la cual 126,44 km² corresponden a tierra firme y (0,36 %) 0,46 km² es agua.

## Demografía
Según el censo de 2010, había 12 personas residiendo en Dixville. La densidad de población era de 0,09 hab./km². De los 12 habitantes, Dixville estaba compuesto por el 75 % blancos, el 25 % eran asiáticos. Del total de la población el 0 % eran hispanos o latinos de cualquier raza.

## Cultura
Tradicionalmente, en las elecciones presidenciales de Estados Unidos, la comunidad de Dixville abre su lugar de votación en el salón de baile del Hotel The Balsams Grand Resort a la medianoche, generalmente frente a una multitud de periodistas, donde los pocos votantes del pueblo emiten sus votos antes de que las urnas se cierren unos diez minutos más tarde. Esto ha llevado a muchos candidatos a la presidencia a visitar la zona antes de la primarias de Nuevo Hampshire con la esperanza de asegurar un impulso favorable temprano en la mañana.